# عيد الدحيات
عيد عبد الله قبلان الدحيات (1945 -) سياسي وأديب ووزير أردني سابق ولد في مدينة الشوبك. شغل منصب وزير الشباب سنة 1986 في حكومة زيد الرفاعي، ووزيراً للتربية والتعليم مرتين (عام 1991 و2011) في حكومة طاهر المصري وحكومة عون الخصاونة على التوالي. 
له أكثر من 40 بحثا عن الادب الإنجليزي منشورة في مجلات عالمية في الولايات المتحدة وبريطانيا، وله أربعة كتب مكتوبة بالعربية والإنجليزية. وهو من أوائل الحاصلين على منحة فولبرايت الأمريكية حيث حصل عليها خلال الفترة من 1970-1974، حصل على عدد من الاوسمة والجوائز من بينها وسام التربية الأردني من الدرجة الممتازة عام 1991.

## حياته وتعليمه
تلقّى التعليم الأساسي في كُتّاب البلدة ومدارسها حتى الصف الثالث الإعدادي، وأنهى الثانوية في مدرسة معان الثانوية سنة 1963، ثم حصل على شهادة البكالوريوس في اللغة الإنجليزية وآدابها من الجامعة الأردنية سنة 1967، وعُين مدرّساً فيها (1968-1970)، ثم أُوفد إلى الولايات المتحدة الأميركية حيث حصل على شهادتَي الماجستير والدكتوراه في الأدب الإنجليزي من جامعة كارولينا الشمالية سنة 1973.
عمل بعد تخرجه في قسم اللغة الإنجليزية بالجامعة الأردنية حتى سنة 1992، وشغل في أثناء ذلك مناصب عدة فيها بدءاً من رئاسة القسم إلى نيابة رئيس الجامعة، ثم تولّى رئاسة مجلس الأمناء في جامعة عمّان العربية، ثم رئاسة مجلس الأمناء في جامعة مؤتة سنة 2010. كما عمل أستاذاً زائراً في الولايات المتحدة (1984/1985).
أنضم إلى الفريق الحكومي أول مرة عام 1986 عندما عُيت كوزير للشباب، ولاحقا وزيراً للتربية والتعليم مرتين (1991 و2011)، واختير عضواً في مجلس التعليم العالي ثلاث مرات.وهو عضو في رابطة الكتّاب الأردنيين، ومجمع اللغة العربية الأردني.

## المناصب
- 2011-2012 وزير التربية والتعليم

- أستاذ في الجامعة الأردنية.
- رئيسا قسم اللغة الإنجليزية ونائب لرئيس الجامعة الأردنية للشؤون الاكاديمية.
- رئيس مؤسس لجامعة عمان الاهلية.
- 2010: رئيس مجلس أمناء جامعة مؤتة.
- 1991: وزير التربية والتعليم في حكومة طاهر المصري.
- 1986: وزير الشباب في حكومة زيد الرفاعي.
- رئيس مجلس أمناء جامعة عمان العربية.
- رئيس مجلس أمناء جامعة العلوم التطبيقية.
- عضو في مجلس التعليم العالي.
- رئيس اللجنة الاكاديمية في مجلس التعليم العالي.
- عضو في اللجنة الأردنية الأمريكية للتبادل العلمي.
- عضو عامل في مجمع اللغة العربية الأردني.
- عضو في رابطة الكتاب الأردنيين.

## أعماله الأدبية
- "John Milton and the Arab-Islamic culture"، شقير وعكشة، عمّان، 1986.[4]

- «الأدب الإيرلندي في عصر النهضة»، تاريخ الأدب، موسوعة الآداب العربية، 1992.
- «النقد الأدبي الإيطالي والإنجليزي في عصر النهضة الأوروبية»، نقد، دار الجيل، بيروت، 1994.
- «النظرية النقدية الغربية من أفلاطون إلى بوكاشيو»، نقد، المؤسسة العربية للدراسات والنشر، بيروت، 2007.